# Ruta europea E90
La E-90 es una  carretera europea que comienza en Lisboa (Portugal) y acaba en la frontera de Turquía con Irak cerca de Silopi. Tiene una extensión de 4770 km y pasa por Portugal, España, Italia, Grecia y Turquía.

## Itinerario
- Portugal: Lisboa  - Montijo - Évora - Caia
- España: Badajoz - Mérida - Madrid - Guadalajara - Zaragoza - Barcelona  (Carreteras A-5 y A-2 de la Red de Carreteras del Estado y B-23)
- Travesía marítima España-Italia
- Italia: Mazara del Vallo (Sicilia) - Alcamo - Palermo - Buonfornello - Mesina - (Travesía marítima) - Regio de Calabria - Catanzaro - Crotona - Síbari - Metaponto - Tarento - Brindisi
- Travesía marítima Italia-Grecia
- Grecia: Igoumenitsa - Ioánina - Kozani - Salónica - Alexandroupolis
- Travesía marítima Grecia-Turquía
- Turquía: Ipsala - Keşan - Galípoli - (Travesía marítima) - Laspeki - Bursa - Sivrihisar - Ankara - Adana - Toprakkale - Gaziantep - Sanliurfa - Nusaybin - Silopi
- Frontera Irak-Turquía

- Datos: Q370080
- Multimedia: E90 / Q370080